# Seznam partnerských měst v Česku
Toto je neúplný seznam českých měst a obcí, které udržují trvalé vztahy s městy a obcemi v jiných zemích, tudíž jsou partnerská.

## Jihočeský kraj
Blatná
- Calderdale, Anglie, Spojené království
- Roggwil, Švýcarsko
- Sargé-lès-le-Mans, Francie
- Vacha, Německo
- Važec, Slovensko

České Budějovice
- Linec, Rakousko
- Lorient, Francie
- Nitra, Slovensko
- Pasov, Německo
- Suhl, Německo

Český Krumlov
- Cusco, Peru
- Dubrovnik, Chorvatsko
- Hauzenberg, Německo
- Kaluš, Ukrajina
- Kuressaare, Estonsko
- Linz, Rakousko
- Llanwrtyd Wells, Wales, Spojené království
- Miami Beach, Spojené státy
- San Gimignano, Itálie
- Slovenj Gradec, Slovinsko
- Vöcklabruck, Rakousko

Dačice
- Groß-Siegharts, Rakousko
- Urtenen-Schönbühl, Švýcarsko

Hluboká nad Vltavou
- Bolligen, Švýcarsko
- Grein, Rakousko
- Neustadt an der Aisch, Německo

Jindřichův Hradec
- Dunajská Streda, Slovensko
- Krasnoufimsk, Rusko
- Neckargemünd, Německo
- Zwettl, Rakousko

Kaplice
- Freistadt, Rakousko

Kardašova Řečice
- Oberdiessbach, Švýcarsko

Kovářov
- Seftigen, Švýcarsko

Milevsko
- Münchenbuchsee, Švýcarsko

Nová Bystřice
- Heidenreichstein, Rakousko

Novosedly nad Nežárkou
- Trub, Švýcarsko

Písek
- Caerphilly, Wales, Velká Británie
- Deggendorf, Německo
- Lemvig, Dánsko
- Smiltene, Lotyšsko
- Veľký Krtíš, Slovensko
- Wetzlar, Německo

Prachatice
- Achmeta, Gruzie
- Grainet, Německo
- Ignalina, Litva
- Impruneta, Itálie
- Mauthausen, Rakousko
- Rahačoŭ, Bělorusko
- Terra del Sole, Itálie
- Waldkirchen, Německo
- Zvolen, Slovensko

Sezimovo Ústí
- Thierachern, Švýcarsko

Slavonice
- Bogen, Německo
- Dobersberg, Rakousko
- Stakčín, Slovensko

Soběslav
- Sabinov, Slovensko

Strakonice
- Bad Salzungen, Německo
- Calderdale, Anglie, Velká Británie
- Lengnau, Švýcarsko

Suchdol nad Lužnicí
- Brand-Nagelberg, Rakousko

Tábor
- Dole, Francie
- Konstanz, Německo
- Nové Zámky, Slovensko
- Orinda, Spojené státy
- Škofja Loka, Slovinsko
- Wels, Rakousko

Třeboň
- Interlaken, Švýcarsko
- Schrems, Rakousko
- Utena, Litva

Veselí nad Lužnicí
- Diemtigen, Švýcarsko
- Yspertal, Rakousko

Vimperk
- Freyung, Německo

Vodňany
- Oravský Podzámok, Slovensko
- Sieraków, Polsko
- Wartberg ob der Aist, Rakousko
- Zlaté Hory, Česko

## Jihomoravský kraj
Blansko
- Komárno, Slovensko
- Legnica, Polsko
- Mürzzuschlag, Rakousko
- Scandiano, Itálie

Boskovice
- Frasnes-lez-Anvaing, Belgie
- Levice, Slovensko
- Prnjavor, Bosna a Hercegovina
- Rawa Mazowiecka, Polsko

Brno
- Bratislava, Slovensko
- Dallas, Spojené státy
- Debrecín, Maďarsko
- Charkov, Ukrajina
- Kaunas, Litva
- Leeds, Anglie, Velká Británie
- Lipsko, Německo
- Moskva, Rusko
- Poznaň, Polsko
- Rennes, Francie
- St. Pölten, Rakousko
- Stuttgart, Německo
- Tedžon, Jižní Korea
- Utrecht, Nizozemsko
- Vídeň, Rakousko
- Voroněž, Rusko

Břeclav
- Andrychów, Polsko
- Brezová pod Bradlom, Slovensko
- Lysá nad Labem, Česko
- Nový Bor, Česko
- Priverno, Itálie
- Šentjernej, Slovinsko
- Trnava, Slovensko
- Zwentendorf, Rakousko

Bučovice
- Zlaté Moravce, Slovensko

Bzenec
- Egeln, Německo
- Mûrs-Erigné, Francie

Hodonín
- Holíč, Slovensko
- Jasło, Polsko
- Trebišov, Slovensko
- Zistersdorf, Rakousko

Hustopeče
- Benátky nad Jizerou, Česko
- Modra, Slovensko

Ivančice
- Radovljica, Slovinsko
- Sládkovičovo, Slovensko
- Soyaux, Francie
- Stupava, Slovensko

Kanice
- Spillern, Rakousko

Kuřim
- Niepołomice, Polsko
- Stupava, Slovensko

Kyjov
- Biograd na Moru, Chorvatsko
- Hollabrunn, Rakousko
- Lutsk, Ukrajina
- Prizren, Kosovo
- Seravezza, Itálie
- Yvetot, Francie

Lanžhot
- Rabensburg, Rakousko

Letovice
- Chełmno, Polsko
- Kirchlinteln, Německo
- Kőbánya (Budapest), Maďarsko
- Slepčany, Slovensko
- Stari Grad, Chorvatsko

Lužice
- Isdes, Francie

Mikulov
- Bardejov, Slovensko
- Galanta, Slovensko
- Katzrin, Izrael
- Laa an der Thaya, Rakousko
- Šumperk, Česko
- Tuchów, Polsko

Podolí
- Ay-sur-Moselle, Francie
- Kuchyňa, Slovensko

Ratíškovice
- Vouziers, Francie

Rosice
- Lainate, Itálie
- Rimóc, Maďarsko
- Strenči, Lotyšsko

Slavkov u Brna
- Darney, Francie

Střelice
- Assago, Itálie
- Nozay, Francie

Suchohrdly
- Alberndorf im Pulkautal, Rakousko

Šlapanice
- Braine-l'Alleud, Belgie

Tišnov
- Moldava nad Bodvou, Slovensko
- Sereď, Slovensko
- Sulejów, Polsko

Velké Pavlovice
- Echenon, Francie
- Senica, Slovensko
- Ždírec nad Doubravou, Česko

Veselí nad Moravou
- Crespellano, Itálie
- Żnin, Polsko
- Malacky, Slovensko

Vyškov
- Cognac, Francie
- Döbeln, Německo
- Jarosław, Polsko
- Michalovce, Slovensko
- Virovitica, Chorvatsko

Znojmo
- Chrudim, Česko
- Nové Zámky, Slovensko
- Pontassieve, Itálie
- Retz, Rakousko
- Ružinov (Bratislava), Slovensko
- Strzegom, Polsko
- Torgau, Německo
- Trento, Itálie

Židlochovice
- Großkrut, Rakousko

## Karlovarský kraj
Aš
- Fiumefreddo di Sicilia, Itálie
- Marktbreit, Německo
- Oelsnitz, Německo
- Plauen, Německo
- Rehau, Německo

Bochov
- Thiersheim, Německo

Františkovy Lázně
- Bad Soden, Německo
- Nizhny Tagil, Rusko

Cheb
- Bắc Ninh, Vietnam
- Hof, Německo
- Nižnij Tagil, Rusko

Chodov
- Oelsnitz, Německo
- Waldsassen, Německo

Karlovy Vary
- Baden-Baden, Německo
- Bernkastel-Kues, Německo
- Carlsbad, Spojené státy
- Eilat, Izrael
- Kusatsu, Japonsko
- Locarno, Švýcarsko
- Varberg, Švédsko

Kraslice
- Klingenthal, Německo

Loket
- Illertissen, Německo

Mariánské Lázně
- Bad Homburg vor der Höhe, Německo
- Chianciano Terme, Itálie
- Marcoussis, Francie
- Weiden in der Oberpfalz, Německo
- Nižnij Tagil, Rusko
- Malvern, Anglie, Velká Británie

Nejdek
- Johanngeorgenstadt, Německo

Ostrov
- Wunsiedel, Německo

Sokolov
- Saalfeld, Německo
- Schwandorf, Německo

## Královéhradecký kraj
Broumov
- Forchheim, Německo
- Nowa Ruda, Polsko

Červený Kostelec
- Küsnacht, Švýcarsko
- Uchte, Německo
- Warrington, Anglie, Velká Británie
- Ząbkowice Śląskie, Polsko

Česká Skalice
- Bardo, Polsko
- Liptovský Hrádok, Slovensko
- Polanica-Zdrój, Polsko
- Rüschlikon, Švýcarsko
- Warrington, Anglie, Velká Británie

Dobruška
- Piława Górna, Polsko
- Miejska Górka, Polsko
- Radków, Polsko
- Ábrahámhegy, Maďarsko
- Hnúšťa, Slovensko
- Veľký Meder, Slovensko

Dvůr Králové nad Labem
- Kamienna Góra, Polsko
- Piegaro, Itálie
- Verneuil-en-Halatte, Francie

Hradec Králové
- Alessandria, Itálie
- Arnhem, Nizozemsko
- Banská Bystrica, Slovensko
- Černihiv, Ukrajina
- Giessen, Německo
- Kaštela, Chorvatsko
- Metz, Francie
- Valbřich, Polsko
- Wrocław, Polsko

Hronov
- Bielawa, Polsko
- Kudowa-Zdrój, Polsko
- Warrington, Anglie, Velká Británie

Jaroměř
- Warrington, Anglie, Velká Británie
- Ziębice, Polsko

Jičín
- Erbach im Odenwald, Německo
- Martin, Slovensko
- Świdnica, Polsko

Kostelec nad Orlicí
- Bielawa, Polsko
- Myjava, Slovensko
- Zeulenroda-Triebes, Německo

Libčany
- Faringdon, Anglie, Velká Británie
- Königstein im Taunus, Německo
- Le Mêle-sur-Sarthe, Francie

Náchod
- Bauska, Lotyšsko
- Halberstadt, Německo
- Kudowa-Zdrój, Polsko
- Kłodzko, Polsko
- Partizánske, Slovensko
- Warrington, Anglie, Velká Británie

Nové Město nad Metují
- Duszniki-Zdrój, Polsko
- Gârnic, Rumunsko
- Hilden, Německo
- Warrington, Anglie, Velká Británie

Nový Bydžov
- Brezno, Slovensko
- Cascinette d'Ivrea, Itálie
- Nădlac, Rumunsko

Trutnov
- Kamienna Góra, Polsko
- Kępno, Polsko
- Lohfelden, Německo
- Senica, Slovensko
- Strzelin, Polsko
- Świdnica, Polsko
- Würzburg, Německo

Týniště nad Orlicí
- Čierny Balog, Slovensko

Vrchlabí
- Baunatal, Německo
- Kowary, Polsko
- Trouville-sur-Mer, Francie

## Liberecký kraj
Česká Lípa
- Bardejov, Slovensko
- Bolesławiec, Polsko
- Mittweida, Německo
- Molde, Norsko
- Užhorod, Ukrajina

Doksy
- Bolków, Polsko
- Oybin, Německo

Frýdlant
- Friedland, Meklenbursko-Přední Pomořansko, Německo
- Friedland, Dolní Sasko, Německo
- Friedland, Braniborsko, Německo
- Frýdlant nad Ostravicí, Česko
- Korfantów, Polsko
- Mieroszów, Polsko
- Pravdinsk, Rusko
- Siekierczyn, Polsko

Hrádek nad Nisou
- Bogatynia, Polsko
- Zittau, Německo

Chrastava
- Eichstätt, Německo
- Lwówek Śląski, Polsko

Jablonec nad Nisou
- Bautzen, Německo
- Beihai, Čína
- Jelení Hora, Polsko
- Kaufbeuren, Německo
- Marsciano, Itálie
- Ronse, Belgie
- Zwickau, Německo

Kamenický Šenov
- Rheinbach, Německo

Liberec
- Amersfoort, Nizozemsko
- Augsburg, Německo
- Dunkerk, Francie
- Naharija, Izrael
- Zittau, Německo

Mimoň
- Nová Baňa, Slovensko
- Oelsnitz, Německo
- Złotoryja, Polsko

Nový Bor
- Aniche, Francie
- Břeclav, Česko
- Frauenau, Německo
- Mednogorsk, Rusko
- Oybin, Německo
- Zwiesel, Německo

Semily
- Koločava, Ukrajina
- Schauenburg, Německo

Sloup v Čechách
- Stolpen, Německo

Tanvald
- Burbach, Německo
- Lubomierz, Polsko
- Marcinowice, Polsko
- Wittichenau, Německo

Turnov
- Alvesta, Švédsko
- Idar-Oberstein, Německo
- Jawor, Polsko
- Keszthely, Maďarsko
- Murska Sobota, Slovinsko
- Niesky, Německo
- Zacatepec de Hidalgo, Mexiko

Všeň
- Ledro, Itálie

Železný Brod
- Lauscha, Německo
- Olszyna, Polsko

## Moravskoslezský kraj
Andělská Hora
- Reńska Wieś, Polsko

Bílovec
- Bad Neustadt an der Saale, Německo
- Kietrz, Polsko
- Lipany, Slovensko

Bolatice
- Doľany, Slovensko
- Linum, Německo
- Nagykovácsi, Maďarsko
- Rudy, Polsko

Bruntál
- Büdingen, Německo
- Castellarano, Itálie
- Opole, Polsko
- Plungė, Litva
- Štúrovo, Slovensko

Bystřice
- Pińczów, Polsko
- Svodín, Slovensko
- Tata, Maďarsko

Český Těšín
- Cieszyn, Polsko
- Rožňava, Slovensko

Frenštát pod Radhoštěm
- Krásno nad Kysucou, Slovensko
- La Grange, Spojené státy
- Ustroň, Polsko

Frýdek-Místek
- Bílsko-Bělá, Polsko
- Harelbeke, Belgie
- Mysłowice, Polsko

- Žilina, Slovensko
- Żywiec County, Polsko

Frýdlant nad Ostravicí
- Debrzno, Polsko
- Dravograd, Slovinsko
- Friedland, Meklenbursko-Přední Pomořansko, Německo
- Friedland, Dolní Sasko, Německo
- Friedland, Braniborsko, Německo
- Frýdlant, Česko
- Korfantów, Polsko
- Mieroszów, Polsko
- Mirosławiec, Polsko
- Pravdinsk, Rusko
- Radeburg, Německo
- Turzovka, Slovensko

Fulnek
- Châtel-sur-Moselle, Francie
- Łaziska Górne, Polsko
- Ljutomer, Slovinsko
- Sučany, Slovensko
- Téglás, Maďarsko
- Vrútky, Slovensko

Havířov
- Collegno, Itálie
- Harlow, Anglie, Velká Británie
- Jastrzębie-Zdrój, Polsko
- Mažeikiai, Litva
- Omiš, Chorvatsko
- Paide, Estonsko
- Turčianske Teplice, Slovensko
- Zagorje ob Savi, Slovinsko

Hlučín
- Namysłów, Polsko
- Nebelschütz, Německo
- Ružomberok, Slovensko

Jablunkov
- Gogolin, Polsko
- Kysucké Nové Mesto, Slovensko
- Siemianowice Śląskie, Polsko

Karviná
- Jastrzębie-Zdrój, Polsko
- Jaworzno, Polsko
- Kaili, Čína
- Rybnik, Polsko
- Wodzisław Śląski, Polsko

Kopřivnice
- Bánovce nad Bebravou, Slovensko
- Castiglione del Lago, Itálie
- Myszków, Polsko
- Trappes, Francie
- Zwönitz, Německo

Kravaře
- Lisková, Slovensko
- Lubliniec, Polsko
- Woźniki, Polsko

Krnov
- Głubczyce, Polsko
- Karben, Německo
- Mińsk Mazowiecki, Polsko
- Nadvirna, Ukrajina
- Prudnik, Polsko
- Rajec, Slovensko
- Saint-Égrève, Francie
- Telšiai, Litva

Město Albrechtice
- Biała, Polsko
- Głubczyce, Polsko
- Komprachcice, Polsko
- Lubrza, Polsko
- Precenicco, Itálie
- Prudnik, Polsko

Nový Jičín
- Épinal, Francie
- Görlitz, Německo
- Kremnica, Slovensko
- Ludwigsburg, Německo
- Novellara, Itálie
- Świętochłowice, Polsko

Odry
- Kuźnia Raciborska, Polsko
- Niefern-Öschelbronn, Německo

Opava
- Katovice, Polsko
- Kearney, Spojené státy
- Leoben, Rakousko
- Liptovský Mikuláš, Slovensko
- Racibórz, Polsko
- Roth, Německo
- Tung-kuan, Čína
- Zugló (Budapešť), Maďarsko
- Żywiec, Polsko

Orlová
- Crikvenica, Chorvatsko
- Czechowice-Dziedzice, Polsko
- Illnau-Effretikon, Švýcarsko
- Rydułtowy, Polsko

Osoblaha
- Izbicko, Polsko

Ostrava
- Abomey, Benin
- Coventry, Anglie, Velká Británie
- Doněck, Ukrajina
- Drážďany, Německo
- Gaziantep, Turecko
- Katovice, Polsko
- Košice, Slovensko
- Miskolc, Maďarsko
- Oral, Kazachstán
- Pireus, Řecko
- Pittsburgh, Spojené státy
- Shreveport, Spojené státy
- Šuo-čou, Čína
- Split, Chorvatsko
- Volgograd, Rusko

Rýmařov
- Arco, Itálie
- Beloeil, Belgie
- Crosne, Francie
- Heinsberg, Německo
- Krompachy, Slovensko
- Maybole, Skotsko, Velká Británie
- Ozimek, Polsko
- Schotten, Německo
- Zeil am Main, Německo

Třinec
- Bílsko-Bělá, Polsko
- Žilina, Slovensko

Vendryně
- Goleszów, Polsko

## Olomoucký kraj
Hranice
- Hlohovec, Slovensko
- Konstancin-Jeziorna, Polsko
- Leidschendam-Voorburg, Nizozemsko
- Slovenske Konjice, Slovinsko

Jeseník
- Băile Govora, Rumunsko
- Bojnice, Slovensko
- Kapuvár, Maďarsko
- Głuchołazy, Polsko
- Moree, Australia
- Neuburg an der Donau, Německo
- Nysa, Polsko
- Sète, Francie

Lipník nad Bečvou
- Zdzieszowice, Polsko

Litovel
- Littau, Švýcarsko
- Revúca, Slovensko
- Wieliczka, Polsko

Mikulovice
- Głuchołazy, Polsko
- Pakosławice, Polsko

Moravský Beroun
- Bieruń, Polsko
- Gundelfingen, Německo
- Scheibenberg, Německo
- Meung-sur-Loire, Francie
- Ostroh, Ukrajina

Náměšť na Hané
- Levice, Slovensko
- Szczytna, Polsko

Olomouc
- Antony, Francie
- Krakov, Polsko
- Kunming, Čína
- Lucern, Švýcarsko
- Makarska, Chorvatsko
- Nördlingen, Německo
- Staré Mesto (Bratislava), Slovensko
- Owensboro, Spojené státy
- Pécs, Maďarsko
- Subotica, Srbsko
- Tampere, Finsko
- Veenendaal, Nizozemsko

Prostějov
- Borlänge, Švédsko
- Hoyerswerda, Německo
- St. Pölten, Rakousko
- Środa Wielkopolska, Polsko
- Vysoké Tatry, Slovensko

Přerov
- Bardejov, Slovensko
- Cuijk, Nizozemsko
- Děčín, Česko
- Ivano-Frankivsk, Ukrajina
- Kandřín-Kozlí, Polsko
- Kotor, Černá Hora
- Ozimek, Polsko

Šternberk
- Dobšiná, Slovensko
- Günzburg, Německo
- Kobiór, Polsko
- Kungsbacka, Švédsko
- Lorsch, Německo
- Sajószentpéter, Maďarsko

Šumperk
- Bad Hersfeld, Německo
- Ebreichsdorf, Rakousko
- Maarssen, Nizozemsko
- Mikulov, Česko
- Nysa, Polsko
- Polotsk, Bělorusko
- Prievidza, Slovensko
- Sulmona, Itálie
- Vaasa, Finsko

Uničov
- Dubno, Ukrajina
- Jelšava, Slovensko
- Lędziny, Polsko
- Roccagorga, Itálie

Zábřeh
- Handlová, Slovensko
- Ochsenfurt, Německo

Zlaté Hory
- Głuchołazy, Polsko
- Kętrzyn, Polsko
- Vodňany, Česko

## Pardubický kraj
Česká Třebová
- Agrate Brianza, Itálie
- Oława, Polsko
- Svit, Slovensko

Hlinsko
- Civitella d'Agliano, Itálie
- Púchov, Slovensko

Holice
- Medzev, Slovensko
- Strzelce Opolskie, Polsko

Chrudim
- Motovun, Chorvatsko
- Oleśnica, Polsko
- Svidník, Slovensko
- Znojmo, Česko

Kunvald
- Lititz, Spojené státy

Lanškroun
- Dzierżoniów, Polsko
- Castiglione in Teverina, Itálie
- Hajdúszoboszló, Maďarsko
- Kežmarok, Slovensko
- Serock, Polsko

Letohrad
- Daruvar, Chorvatsko
- Hausen am Albis, Švýcarsko
- Niemcza, Polsko

Litomyšl
- Levoča, Slovensko
- Roden, Nizozemsko
- San Polo d'Enza, Itálie

Moravská Třebová
- Banská Štiavnica, Slovensko
- Staufenberg, Německo
- Vlaardingen, Nizozemsko

Pardubice
- Bełchatów, Polsko
- Çanakkale, Turecko
- Doetinchem, Nizozemsko
- East Lothian, Skotsko, Velká Británie
- Golegã, Portugalsko
- Jerez de la Frontera, Španělsko
- Merano, Itálie
- Pernik, Bulharsko
- Rosignano Marittimo, Itálie
- Schönebeck, Německo
- Selb, Německo
- Sežana, Slovinsko
- Skellefteå, Švédsko
- Vysoké Tatry, Slovensko
- Waregem, Belgie

Polička
- Ebes, Maďarsko
- Hohenems, Rakousko
- Meilen, Švýcarsko
- Westerveld, Nizozemsko

Sezemice
- Neuville-Saint-Vaast, Francie

Svitavy
- Stendal, Německo
- Plochingen, Německo
- Weesp, Nizozemsko
- Strzelin, Polsko
- Lądek-Zdrój, Polsko
- Žiar nad Hronom, Slovensko

Ústí nad Orlicí
- Amberg, Německo
- Bystrzyca Kłodzka, Polsko
- Massa Martana, Itálie
- Neukölln (Berlín), Německo
- Poprad, Slovensko

Vysoké Mýto
- Dolni Čiflik, Bulharsko
- Korbach, Německo
- Ozorków, Polsko
- Pyrzyce, Polsko
- Spišská Belá, Slovensko
- Varna, Bulharsko

Žamberk
- Fresagrandinaria, Itálie
- Miharu, Japonsko
- Nowa Sól, Polsko
- Püttlingen, Německo
- Rice Lake, Spojené státy
- Saint-Michel-sur-Orge, Francie
- Senftenberg, Německo
- Senftenberg, Rakousko
- Veszprém, Maďarsko
- Woerden, Nizozemsko

## Plzeňský kraj
Blovice
- Teublitz, Německo
- Triptis, Německo

Bor
- Pleystein, Německo
- Wernberg-Köblitz, Německo

Černošín
- Pullenreuth, Německo

Dobřany
- Brežice, Slovinsko
- Obertraubling, Německo

Domažlice
- Furth bei Göttweig, Rakousko
- Furth im Wald, Německo
- Ludres, Francie
- Two Rivers, Spojené státy

Horní Bříza
- Villeneuve-sur-Yonne, Francie

Horšovský Týn
- Grossaffoltern, Švýcarsko
- Maarkedal, Belgie
- Nabburg, Německo

Klatovy
- Cham, Německo
- Heemskerk, Nizozemsko
- Polevskoy, Rusko
- Poligny, Francie

Klenčí pod Čerchovem
- Herent, Belgie
- Waldmünchen, Německo

Mýto
- Berga, Německo

Nepomuk
- Anykščiai, Litva
- Bušince, Slovensko
- Kemnath, Německo
- Krupina, Slovensko
- Omiš, Chorvatsko
- Roermond, Nizozemsko
- Wisła, Polsko

Nýřany
- Zeulenroda-Triebes, Německo

Plzeň
- Birmingham, Spojené státy
- Liège, Belgie
- Limoges, Francie
- Regensburg, Německo
- Takasaki, Japonsko
- Winterthur, Švýcarsko
- Žilina, Slovensko

Přeštice
- Chadron, Spojené státy
- Krško, Slovinsko
- Nittenau, Německo

Rokycany
- Greiz, Německo
- Pfinztal, Německo

Stříbro
- Berchtesgaden, Německo
- Dienten, Rakousko
- Dinkelsbühl, Německo
- Fano, Itálie
- Moncoutant, Francie
- Oelsnitz, Německo
- Vohenstrauß, Německo

Sušice je členem Douzelage, asociace partnerských měst, sdružující města v rámci celé Evropské unie. Sušice má kromě toho další tři partnerská města: Aarhus, Wenzenbach and Uetendorf.
Douzelage
- Agros, Kypr
- Altea, Španělsko
- Asikkala, Finsko
- Bad Kötzting, Německo
- Bellagio, Itálie
- Bundoran, Irsko
- Chojna, Polsko
- Granville, Francie
- Holstebro, Dánsko
- Houffalize, Belgie
- Judenburg, Rakousko
- Kőszeg, Maďarsko
- Marsaskala, Malta
- Meerssen, Nizozemsko
- Niederanven, Lucembursko
- Oxelösund, Švédsko
- Preveza, Řecko
- Rokiškis, Litva
- Rovinj, Chorvatsko
- Sesimbra, Portugalsko
- Sherborne, Anglie, Velká Británie
- Sigulda, Lotyšsko
- Siret, Rumunsko
- Škofja Loka, Slovinsko
- Tryavna, Bulharsko
- Türi, Estonsko
- Zvolen, Slovensko

Ostatní
- Aarhus, Dánsko
- Uetendorf, Švýcarsko
- Wenzenbach, Německo

## Hlavní město Praha
Praha
- Berlín, Německo
- Bratislava, Slovensko
- Brusel, Belgie
- Budapešť, Maďarsko
- Frankfurt nad Mohanem, Německo
- Hamburk, Německo
- Chicago, Spojené státy
- Jeruzalém, Izrael
- Kanton, Čína
- Kjóto, Japonsko
- Miami-Dade, Spojené státy
- Moskva, Rusko
- Norimberk, Německo
- Petrohrad, Rusko
- Phoenix, Spojené státy
- Soul, Jižní Korea
- Šanghaj, Čína
- Tchaj-pej, Tchaj-wan
- Tbilisi, Gruzie
- Vídeň, Rakousko

Praha 1
- Bamberg, Německo
- Batumi, Gruzie
- Budávar (Budapešť), Maďarsko
- Čchao-jang (Peking), Čína
- Ferrara, Itálie
- Jongno-gu (Soul), Jižní Korea
- Monza, Itálie
- Nîmes, Francie
- Rosh HaAyin, Izrael
- Staré Mesto (Bratislava), Slovensko
- Trento, Itálie
- Vnitřní Město (Vídeň), Rakousko

Praha 5
- Kallithea, Řecko
- Neukölln (Berlín), Německo
- Petržalka (Bratislava), Slovensko
- Saugues, Francie
- Trogir, Chorvatsko
- Újbuda (Budapešť), Maďarsko

Praha 6
- Bayreuth, Německo
- Dijon, Francie
- Drancy, Francie
- Muratpaşa, Turecko
- Penzing (Vídeň), Rakousko
- Poreč, Chorvatsko
- Roncegno Terme, Itálie
- Ružomberok, Slovensko
- Vasileostrovský obvod (Petrohrad), Rusko

Praha 7
- Nový Bělehrad (Bělehrad), Srbsko
- Nové Mesto (Bratislava), Slovensko
- Rieti, Itálie
- Teramo, Itálie

Praha 8
- Staré Mesto (Košice), Slovensko

Praha 9
- Okres Anenii Noi, Moldavsko

Praha 10
- Ballerup, Dánsko
- Jasło, Polsko
- Nyíregyháza, Maďarsko
- Prešov, Slovensko

Praha 15
- Daruvar, Chorvatsko
- Harlow, Anglie, Velká Británie
- Ťi-nan, Čína
- Žilina, Slovensko

Praha 16 – Radotín
- Burglengenfeld, Německo

Praha 18 – Letňany
- Beautor, Francie

Praha 20 – Horní Počernice
- Brunsbüttel, Německo
- Mions, Francie

## Středočeský kraj
Bělá pod Bezdězem
- Groß-Bieberau, Německo
- Svätý Jur, Slovensko

Benátky nad Jizerou
- Hustopeče, Česko
- Modra, Slovensko
- Reinsdorf, Německo
- Roßdorf, Německo

Benešov
- Partizánske, Slovensko
- Sainte-Agnès, Francie

Beroun
- Brzeg, Polsko
- Goslar, Německo

Brandýs nad Labem-Stará Boleslav
- Dunajivci, Ukrajina
- Gödöllő, Maďarsko
- Montescudaio, Itálie

Buštěhrad
- Ledro, Itálie

Čáslav
- Opfikon, Švýcarsko

Černošice
- Gerbrunn, Německo
- Leśnica, Polsko
- Themar, Německo

Dobřichovice
- Villieu-Loyes-Mollon, Francie

Dobříš
- Geldrop-Mierlo, Nizozemsko
- Tonnerre, Francie

Doksy
- Ledro, Itálie

Hořovice
- Gau-Algesheim, Německo

Hradištko
- Essen, Belgie

Chyňava
- Ledro, Itálie

Karlštejn
- Althen-des-Paluds, Francie
- Montecarlo, Itálie
- Mylau, Německo

Kladno
- Aachen, Německo
- Bellevue, Spojené státy
- Vitry-sur-Seine, Francie

Kolín
- Dietikon, Švýcarsko
- Duino-Aurisina, Itálie
- Kamenz, Německo
- Lubáň, Polsko
- Rimavská Sobota, Slovensko

Kostelec nad Černými lesy
- Mamirolle, Francie

Kralupy nad Vltavou
- Banyuls-sur-Mer, Francie
- Hennigsdorf, Německo
- Komárno, Slovensko
- Šabac, Srbsko
- Środa Wielkopolska, Polsko

Kutná Hora
- Bingen am Rhein, Německo
- Eger, Maďarsko
- Fidenza, Itálie
- Kamenec Podolský, Ukrajina
- Kremnica, Slovensko
- Reims, Francie
- Ringsted, Dánsko
- Stamford, Anglie, Velká Británie
- Tarnowskie Góry, Polsko

Lidice
- Coventry, Anglie, Velká Británie

Lysá nad Labem
- Břeclav, Česko
- Głogów Małopolski, Polsko
- Kukeziv, Ukrajina

Mělník
- Melnik, Bulharsko
- Oranienburg, Německo
- Przeworsk, Polsko
- Wetzikon, Švýcarsko
- Strzegom, Polsko
- Lučenec, Slovensko

Milín
- Ledro, Itálie

Milovice
- Wolów, Polsko
- Kistarcsa, Maďarsko

Mladá Boleslav
- Dieburg, Německo
- Fano, Itálie
- Pezinok, Slovensko
- Vantaa, Finsko

Mnichovo Hradiště
- Chojnów, Polsko
- Erzhausen, Německo
- Incisa in Val d'Arno, Itálie

Neratovice
- Radeberg, Německo

Nový Knín
- Ledro, Itálie

Nymburk
- Mytišči, Rusko
- Neuruppin, Německo
- Porto San Giorgio, Itálie
- Vrútky, Slovensko
- Újfehértó, Maďarsko
- Żarów, Polsko

Poděbrady
- Netanja, Izrael
- Piešťany, Slovensko
- Tharandt, Německo
- Vertou, Francie

Příbram
- Altötting, Německo
- Anor, Francie
- Čechov, Rusko
- Freiberg, Německo
- Hoorn, Nizozemsko
- Kežmarok, Slovensko
- Königs Wusterhausen, Německo
- Ledro, Itálie
- Leśnica, Polsko
- Villerupt, Francie

Ptice
- Ledro, Itálie

Rakovník
- Dietzenbach, Německo
- Istra, Rusko
- Kościan, Polsko
- Kráľovský Chlmec, Slovensko

Roztoky
- Skawina, Polsko

Říčany
- Albertslund, Dánsko
- Borken, Německo
- Dainville, Francie
- Grabow, Německo
- Mölndal, Švédsko
- Opatówek, Polsko
- Whitstable, Anglie, Velká Británie

Sedlčany
- Taverny, Francie
- Wagrowiec, Polsko

Slaný
- Pegnitz, Německo
- Skalica, Slovensko

Štěchovice
- Kalmthout, Belgie
- San Juan Nepomuceno, Paraguay

## Ústecký kraj
Benešov nad Ploučnicí
- Heidenau, Německo

Bílina
- Biłgoraj, Polsko
- Dippoldiswalde, Německo
- Jaraczewo, Polsko
- Novovolynsk, Ukrajina
- Stropkov, Slovensko

Česká Kamenice
- Bad Schandau, Německo

Děčín
- Bełchatów, Polsko
- Jonava, Litva
- Pirna, Německo
- Přerov, Česko
- Ružomberok, Slovensko

Duchcov
- Miltenberg, Německo
- Mulda, Německo

Chomutov
- Annaberg-Buchholz, Německo
- Arenzano, Itálie
- Bernburg, Německo
- Trnava, Slovensko

Jirkov
- Bátonyterenye, Maďarsko
- Brand-Erbisdorf, Německo
- Šentjur, Slovinsko

Kadaň
- Aue, Německo
- Halle, Belgie
- Vara, Švédsko

Klášterec nad Ohří
- Großrückerswalde, Německo

Krupka
- Geising, Německo

Litoměřice
- Armentières, Francie
- Calamba, Filipíny
- Dapitan, Filipíny
- Fulda, Německo
- Meissen, Německo

Litvínov
- Brie-Comte-Robert, Francie
- Olbernhau, Německo

Lovosice
- Coswig, Německo

Louny
- Barendrecht, Nizozemsko
- Lučenec, Slovensko
- Veneux-les-Sablons, Francie
- Zschopau, Německo

Most
- Marienberg, Německo
- Meppel, Nizozemsko

Podbořany
- Ehrenfriedersdorf, Německo
- Russi, Itálie
- Spalt, Německo

Roudnice nad Labem
- Dessau-Roßlau, Německo
- Ruelle-sur-Touvre, Francie

Rumburk
- Kiržač, Rusko

Terezín
- Dębno, Polsko
- Komárno, Slovensko
- Strausberg, Německo

Ústí nad Labem
- Chemnitz, Německo
- Dresden, Německo
- Halton, Anglie, Velká Británie
- Vladimir, Rusko

Žatec
- Krasnystaw, Polsko
- Poperinge, Belgie
- Thum, Německo
- Žalec, Slovinsko

## Kraj Vysočina
Bystřice nad Pernštejnem
- Boguchwała, Polsko
- Crimmitschau, Německo
- Mád, Maďarsko
- Vranov nad Topľou, Slovensko

Havlíčkův Brod
- Brielle, Nizozemsko
- Brixen, Itálie
- Spišská Nová Ves, Slovensko

Chotěboř
- Ťačiv, Ukrajina
- Tiszafüred, Maďarsko

Jemnice
- Raabs an der Thaya, Rakousko
- Reszel, Polsko

Jihlava
- Heidenheim, Německo
- Užhorod, Ukrajina
- Wuhan, Čína

Jimramov
- Meyrargues, Francie

Moravské Budějovice
- Kautzen, Rakousko
- Pulkau, Rakousko

Pelhřimov
- Dolný Kubín, Slovensko
- St. Valentin, Rakousko
- Mukačevo, Ukrajina

Telč
- Belp, Švýcarsko
- Figeac, Francie
- Rothenburg ob der Tauber, Německo
- Šaľa, Slovensko
- Waidhofen an der Thaya, Rakousko
- Wilber, Spojené státy

Třebíč
- Humenné, Slovensko
- Lilienfeld, Rakousko
- Oschatz, Německo
- Rachov, Ukrajina

Třešť
- Obergünzburg, Německo
- Raabs an der Thaya, Rakousko

Velké Meziříčí
- Vansbro, Švédsko
- Tisno, Chorvatsko

Žďár nad Sázavou
- Flobecq, Belgie
- Schmölln, Německo
- Cairanne, Francie
- Chust, Ukrajina

Ždírec nad Doubravou
- Michelhausen, Rakousko
- Velké Pavlovice, Česko

## Zlínský kraj
Bystřice pod Hostýnem
- Salzkotten, Německo
- San Giovanni al Natisone, Itálie

Holešov
- Desinić, Chorvatsko
- Gloggnitz, Rakousko
- Považská Bystrica, Slovensko
- Pszczyna, Polsko
- Skawina, Polsko
- Topoľčianky, Slovensko
- Turčianske Teplice, Slovensko

Kašava
- Breitenbach, Francie
- Rohožník, Slovensko

Kroměříž
- Châteaudun, Francie
- Nitra, Slovensko
- Krems an der Donau, Rakousko
- Piekary Śląskie, Polsko
- Râmnicu Vâlcea, Rumunsko
- Ružomberok, Slovensko

Luhačovice
- Piešťany, Slovensko
- Topoľčany, Slovensko
- Ustroň, Polsko

Napajedla
- Borský Mikuláš, Slovensko
- Kľak, Slovensko
- Ostrý Grúň, Slovensko

Otrokovice
- Dubnica nad Váhom, Slovensko
- Vác, Maďarsko
- Zawadzkie, Polsko

Rožnov pod Radhoštěm
- Bergen, Německo
- Körmend, Maďarsko
- Považská Bystrica, Slovensko
- Śrem, Polsko

Slavičín
- Horná Súča, Slovensko
- Horné Srnie, Slovensko
- Nemšová, Slovensko
- Nová Dubnica, Slovensko
- Uhrovec, Slovensko

Staré Město
- Sées, Francie
- Tönisvorst, Německo

Strání
- Euratsfeld, Rakousko

Uherské Hradiště
- Bridgwater, Anglie, Velká Británie
- Krosno, Polsko
- Mayen, Německo
- Sárvár, Maďarsko
- Skalica, Slovensko

Uherský Brod
- Gierałtowice, Polsko
- Naarden, Nizozemsko
- Nové Mesto nad Váhom, Slovensko
- Ourém, Portugalsko

Valašské Meziříčí
- Balčik, Bulharsko
- Budva, Černá Hora
- Čačak, Srbsko
- Čadca, Slovensko
- Gooise Meren, Nizozemsko
- Konin, Polsko
- Partizánske, Slovensko
- Sevlievo, Bulharsko

Vsetín
- Bytom, Polsko
- Stará Ľubovňa, Slovensko
- Trenčianske Teplice, Slovensko
- Mödling, Rakousko
- Vrgorac, Chorvatsko

Zlín
- Altenburg, Německo
- Chořov, Polsko
- Groningen, Nizozemsko
- Izegem, Belgie
- Limbach-Oberfrohna, Německo
- Möhlin, Švýcarsko
- Romans-sur-Isère, Francie
- Sesto San Giovanni, Itálie
- Trenčín, Slovensko
- Turín, Itálie

Zubří
- Furth an der Triesting, Rakousko
- Palárikovo, Slovensko
- Považská Bystrica, Slovensko
- Rosdorf, Německo